# Утуджян, Эдуард
Эдуард Утуджян (арм. Էդուարդ Ութուճյան, фр. Édouard Utudjian; 12 ноября 1905, Константинополь, Османская империя — 28 августа 1975, Эвекмон, Франция) —  французский архитектор армянского происхождения. Пионер подземного строительства. Основатель «Общества подземного градостроения» в 1933 году.

## Биография
Утуджян рассматривал возможность создания группы, которая бы специально изучала принципы подземной архитектуры и пыталась доказать, что путем координации этих различных подземных работ может родиться настоящий подземный урбанизм. Так родилась GECUS – группа по изучению и координации подземного городского планирования, в которую входило около 400 членов по всему миру: инженеры, архитекторы, геологи, юристы, биологи, химики, геотехники и т.д. Чтобы объединить этих специалистов в области подземного строительства, CPITUS, Международный постоянный комитет по подземным технологиям и городскому планированию, с 1937 года организовывал конгрессы. Первоначально GECUS сосредоточился на ограниченных целях, выступая, например, за подземное строительство кинотеатров, автостоянок и гражданской инфраструктуры. Затем, голосом Утуджяна, группа полностью пересмотрела принципы города и выступила за так называемый трёхмерный город. Если количество подземных архитектур увеличится, то градостроительное планирование, которое должно руководить объединением этих различных подземных сооружений, всё ещё остаётся перспективным.